# A nagy ábránd
A nagy ábránd (eredeti cím: La Grande Illusion) fekete-fehér francia film, Jean Renoir filmrendező leghíresebb alkotása. 1937-ben mutatták be, 1958-ban felkerült a világ legjobb filmjeiként elismert Brüsszeli tizenkettő listájára. Franciaország ún. „népfrontos” korszakában készült, amikor népi összefogás jött létre a szélsőséges eszmék és a háborús hangulatkeltés visszaszorítására. Az ábránd olyan vágy, amely rendszerint nem teljesül.

## Ismertetése
A cselekmény az I. világháború idején játszódik. Egy német hadifogolytábor foglyai szokásos hétköznapjaikat élik. Lesik a háborús híreket, színielőadásra készülnek, alagutat ásnak a tervezett szökéshez. Köztük van Maréchal hadnagy (Jean Gabin), a munkásemberből lett pilóta és de Boëldieu százados (Pierre Fresnay) is, akiknek repülőgépét lelőtték. Boëldieu előkelő származása miatt kissé idegenkedik a vegyes összetételű társaságtól, de az alagútásásban ő is kénytelen részt venni. Mire az alagút elkészül, a szökés meghiúsul: másik táborba, egy régi vár falai közé szállítják őket. A sebesülése miatt nyakmerevítőt viselő halk szavú arisztokrata, von Rauffenstein táborparancsnok (Erich von Stroheim kitűnő alakítása) udvarias beszélgetéseket folytat az ugyancsak arisztokrata Boëldieu-vel, miközben a három másik francia tiszt újabb szökési terveket sző. Boëldieu márki méltóságán alulinak tartja a szökést, de fogolytársainak segít. Mialatt az elképedt von Rauffenstein a várfalon furulyázgató Boëldieu-t próbálja rábeszélni és végül kénytelen lelőni, a többiek megszöknek. Maréchal és a sebesült Rosenthal – bécsi zsidó bankárcsalád fia – útközben összevesznek, ám Maréchal visszatér sebesült társáért, és egy német nő tanyáján együtt bújnak meg. Az asszony és Maréchal között szerelem szövődik, de a férfi nem maradhat sokáig. Végül a két szökevénynek sikerül átjutnia a határon.
A történetet Renoir rendkívül visszafogottan, higgadt, realista stílusban adja elő. Kerüli a drámai nagy jelenetek részletező bemutatását, az ábrázolásban nem az események menete a fontos, hanem ami mögöttük van. Nem látjuk Maréchal gépének lezuhanását, nem kell átélnünk az alagút fúrásának izgalmait. Amikor híre jön, hogy az egyik fontos francia erődöt a németek elfoglalták, a foglyok elcsüggednek; a színielőadás híres jelenetében az erőd visszafoglalásának hírére mámorosan énekelni kezdik a francia himnuszt; amikor azután a város harmadszor is gazdát cserél, már csak arról beszélnek, vajon mi maradhatott meg belőle.
Ebben a háborús filmben az embereket összehozza háború. Felváltva ássa az alagutat a mérnök, a tanár, a munkás, a bankár és a márki is. A börtönben kapcsolatot talál egymással a német őr és a szökésért bezárt Maréchal. Elsa, a német parasztasszony szerelmét nem akadályozza meg, hogy Maréchal ellenség, ráadásul szökevény, sőt a háború után is visszavárja. Különösen érdekes Boëldieu alakja, akinek közeledését finom utalásokkal érzékelteti a rendező. „Utálom ezt a hangszert” – mondja egy alkalommal a furulyára, mely egyik rabtársáé. Később éppen ezt használja fel, hogy a többiek szökését fedezze. Ugyanakkor végig megmarad társadalmi osztálya méltó képviselőjének is. „Nem tudom, ki nyeri a háborút, de ha már mi sem tartunk össze…” – mondja csendesen a német arisztokrata, von Rauffenstein a francia arisztokratának, Boëldieu-nek, majd később hozzáteszi: „Fölöslegesek lettünk…” Közben vigyázva arrébb tesz egy cserép muskátlit. A figyelmes táborparancsnok később kötelességtudóan lelövi a márkit, azután elnézést kér tőle, és a haldokló lovagiasan megbocsát: „Magam is ezt tettem volna” – mondja. Végül von Rauffenstein a holttest mellé állítja a már látott muskátlit.
Jean Renoir filmnyelvi újításai ebben a filmjében is nyomon követhetők. Nagy szerepet kap nála a jelenet mélysége: az össze-vissza heverő jelmezek varrása közben például kontrasztként a háttérben állandóan látjuk az udvaron menetgyakorlatot végző egyenruhás katonákat. Gyakran erőteljes kameramozgatással építi fel jeleneteit, ezt látjuk már rögtön a film elején, a francia repülőezred kantinjában. Különösen emlékezetes a színielőadás képsora, ahol a himnusz éneklésekor a kamera egy egész kört ír le, miközben a megriadt német tisztek intézkedni indulnak.
A film címe, A nagy ábránd sok találgatásra adott okot, de abban mindenki egyetértett, hogy több jelentése is lehetséges: a nemzeti  és a faji ellentétek megszűnésének, a szolidaritás, a jóság és a szeretet felülkerekedésének, a háború elkerülhetőségének illúziója.

## Érdekességek
- Claude Renoir operatőr (a rendező unokaöccse) betegsége miatt három hétre elhagyta a forgatást, ezalatt asszisztense, Jean-Serge Bourgoin helyettesítette.
- A film 1937-ben nézőcsúcsot döntött, 2 hónap alatt egyetlen moziteremben 200 000 néző váltott rá jegyet.
- A II. világháború éveiben pacifista hangulata miatt vetítését betiltották.
- Roosevelt elnök feleségének születésnapján a filmet levetítették a Fehér Házban.
- New York egyik mozijában a filmet 36 hétig vetítették.
- Az amerikai filmkritikusok 1938-ban az év legjobb külföldi filmjének választották.

## Szereplők
| Szerep                    | Színész            | Magyar hangja (1. szinkron, 1978) |
| ------------------------- | ------------------ | --------------------------------- |
| Maréchal hadnagy          | Jean Gabin         | Szabó Gyula                       |
| de Boëldieu százados      | Pierre Fresnay     | Fülöp Zsigmond                    |
| von Rauffenstein százados | Erich von Stroheim | Szabó Ottó                        |
| Rosenthal                 | Marcel Dalio       | Kautzky József                    |
| Elsa                      | Dita Parlo         | Juhász Éva                        |
| Cartier, színész          | Julien Carette     | Zenthe Ferenc                     |
| Arthur Kantz őrmester     | Werner Florian     | Perlaki István                    |
| Charpentier, lakatos      | Georges Péclet     | N/A                               |
| Tanár                     | Jean Dasté         | Dobránszky Zoltán                 |
| Mérnök                    | Gaston Modot       | Somogyvári Pál                    |
| Demolder hadnagy          | Sylvain Itkine     | Suka Sándor                       |
| Ringis kapitány           | Claude Sainval     | N/A                               |
| fogolytárs a cellában     | Albert Brouett     | N/A                               |
| angol tiszt               | Jacques Becker     | N/A                               |
| a szenegáli               | Habib Benglia      | N/A                               |
| Maisonneuve               | Roger Forster      | N/A                               |
| vidéki csendőr            | Carl Koch          | N/A                               |

További magyar hangok: Balázs Péter, Cs. Németh Lajos, Csurka László, Czigány Judit, Dunai Tamás, Elekes Pál, Garics János, Gera Zoltán, Kézdy György, Koroknay Géza, Miklósy György, Pathó István